# حاملة الطائرات اليابانية شوكاكو
شوكاكو (باليابانية: 翔鶴) كانت حاملة طائرات تابعة للبحرية الإمبراطورية اليابانية ، السفينة الرائدة في فئتها . جنباً إلى جنب مع شقيقتها السفينة زويكاكو. شاركت في العديد من المعارك البحرية الرئيسية خلال حرب المحيط الهادئ ، بما في ذلك الهجوم على بيرل هاربور ، معركة بحر المرجان ومعركة جزر سانتا كروز قبل أن يتم نسفها وإغراقها بواسطة غواصة أمريكية في معركة البحر الفلبيني . 

## التصميم

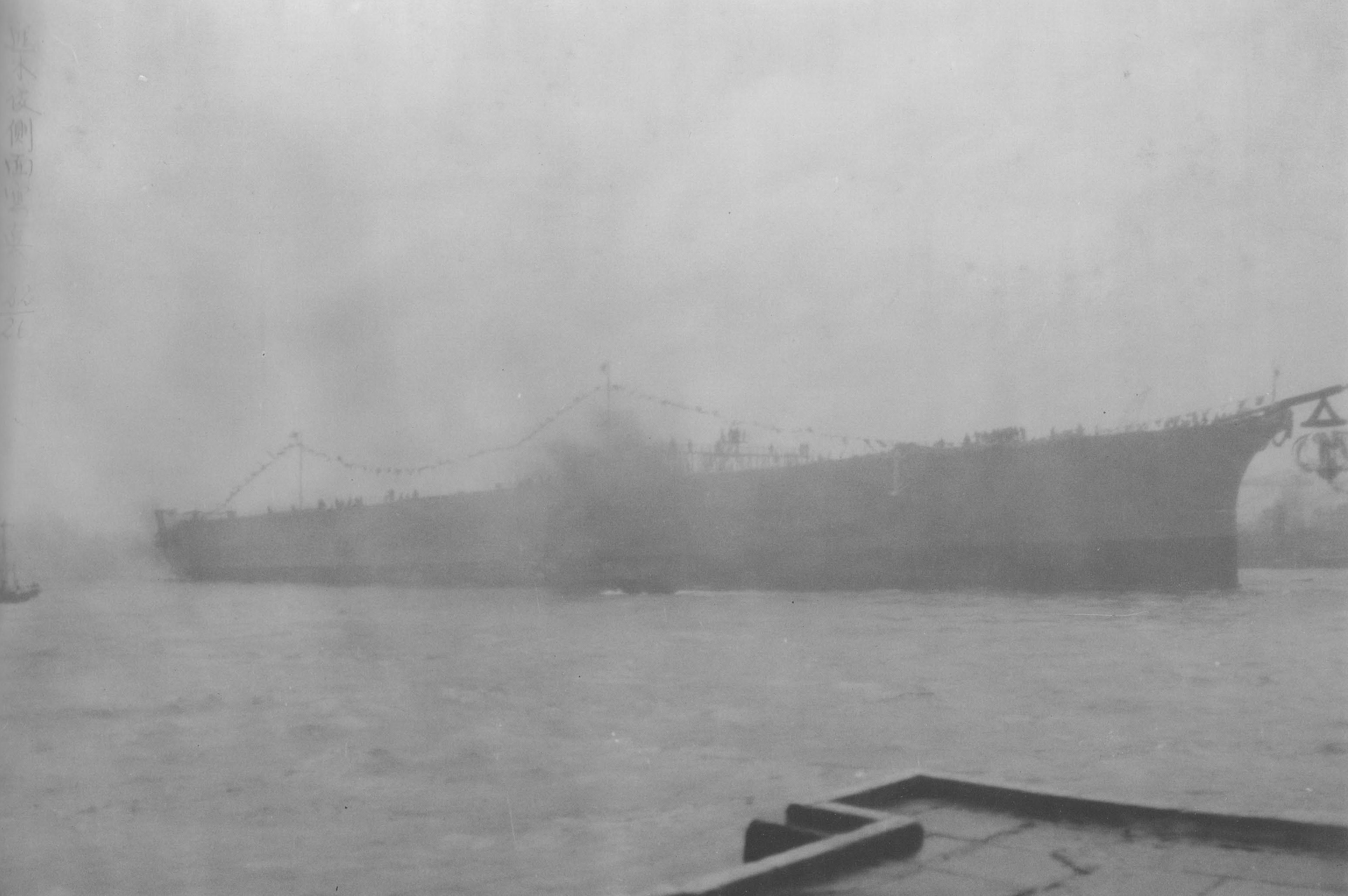
إطلاق شوكاكو لأول مرة في 6 يونيو عام 1939 خلال أمطار شديدة.

كانت حاملة الطائرات اليابانية شوكاكو جزءًا من نفس البرنامج الذي تضمن أيضًا السفينة الحربية فائقة الضخامة ياماتوا. بعد أن لم تعد القوات البحرية الإمبراطورية اليابانية مقيدة بأحكام معاهدة واشنطن البحرية ، والتي انتهت صلاحيتها في ديسمبر 1936 ، أصبحت حرة في دمج كل تلك الميزات التي يرون أنها أكثر من المرغوب فيها في حاملات الطائرات، أي السرعة العالية، تدريع ثقيل وقدرة على حمل طائرات أكثر. تم إخراج شيكاكو من حوض يوكوسوكا دوكيارد في 12 ديسمبر 1937، وتم إطلاقها في 1 يونيو 1939 ، وتم إدخالها الخدمة في 8 أغسطس 1941.
مع تصميم حديث فعال، وقوة إزاحة تساوي 32,000 طن كبير (33,000 t) ، وسرعة قصوى تبلغ 34 عقدة (63 كم/س؛ 39 ميل/س), كانت شوكاكو قادرة عن أن تحمل بين 70 إلي 80 طائرة. كان تدريعها المعزز مقارن بحماية حاملات الطائرات الحلفاء المعاصرين ومكّنها من التغلب على أضرار جسيمة خلال معارك بحر المرجان وسانتا كروز.

## تاريخ الخدمة
شكلت الحاملتان شوكاكو و زويكاكو اليابانيتان شُعبة / قوة حاملات الطائرات الخامسة اليابانية. حملت كُل حاملة طائرات 15 طائرة ميتسوبيشي زيرو و 27 قاذفة أيشي و 27 طائرة قاذفة طوربيدات ناكاجيما .
شاركت الحاملتين في بداية حرب المحيط الهادي، ضمن هجمات بيرل هابور.

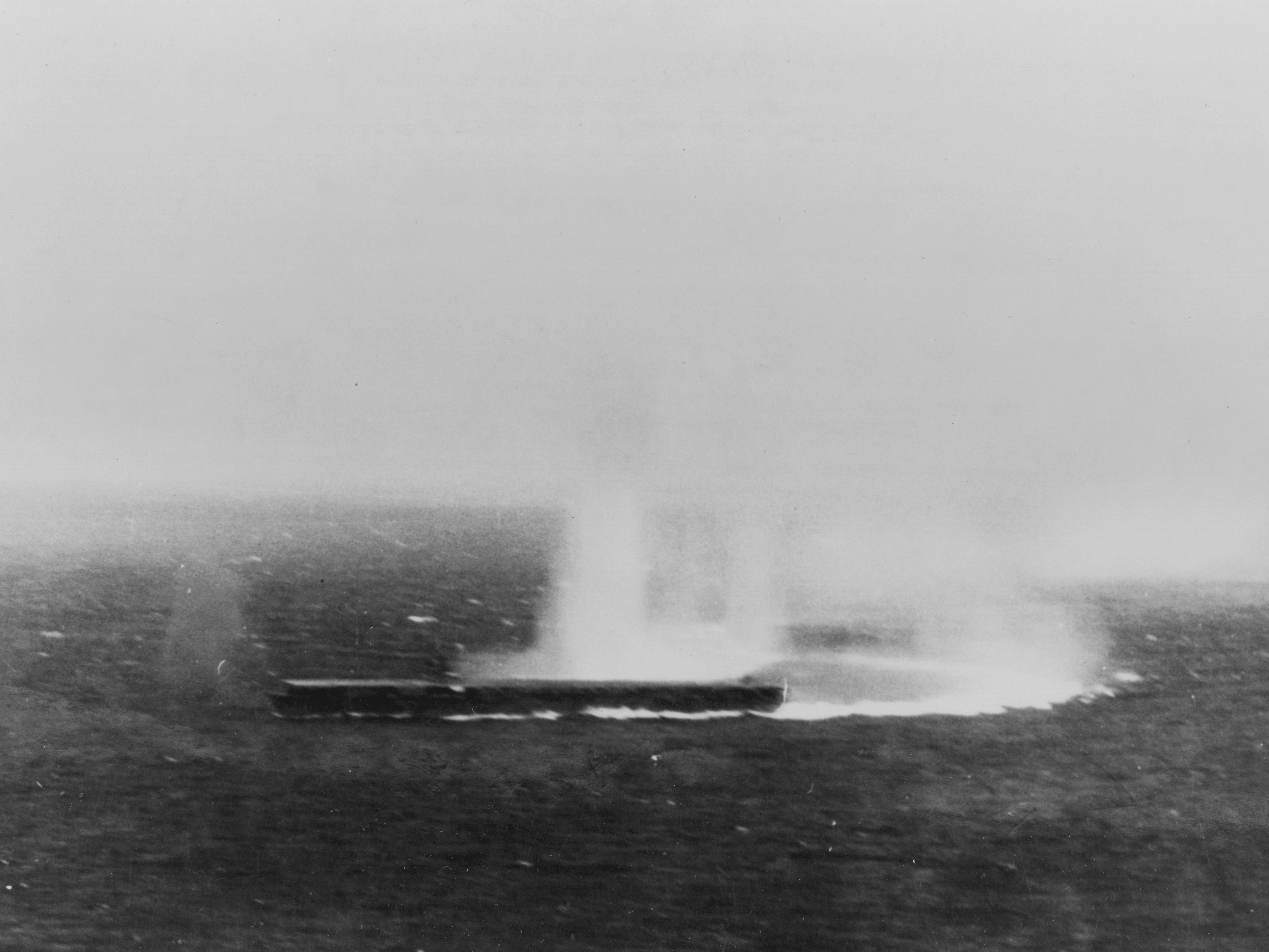
حاملة الطائرات اليابانية شوكاكو تتعرض لهجوم من الطائرات ، في صباح يوم 8 مايو 1942. يظهر أثار رشاش من قاذفة القنابل الإنقضاضية الأمريكية أثناء الهجوم.